# Arabisch Demokratische Partei (Israel)
Die Arabisch Demokratische Partei – hebräisch מִפְלָגָה דֵּמוֹקְרָטִית עֲרָבִית Miflagah Demōqraṭīt ʿAravīt, arabisch ألحزب الديمقراطي العربي, DMG al-Ḥizb al-Dimuqrātī al-ʿArabī – ist eine Partei in Israel, wo sie vor allem unter ihrem Akronym Mada (hebräisch מד״ע) bekannt ist.
Sie wurde im Verlauf der 11. Knesset von Abdul Wahab Darawshe, einem Abgeordneten von HaMaʿarach und Mitglied der Arbeiterpartei, am 15. Februar 1988 aus Protest gegen die Haltung seiner Partei zur ersten Intifada als Parlamentsfraktion gegründet.
Zu ihren politischen Zielen gehört die Anerkennung der PLO, die Schaffung eines eigenen palästinensischen Staates und die Gleichstellung arabischer Israelis in Israel.
Zwischen 1996 und 2012 war die Mada ein eigenständiger Teil der Vereinigten Arabischen Liste (hebräisch רְשִׁימָה עֲרָבִית מְאֻחֶדֶת Rəschīmah ʿAravīt Məʾuchedet / arabisch ألقائمة العربية الموحدة, DMG al-Qāʾima al-ʿArabiyya al-Muwaḥḥada, Akronym Raʿam), bis ihr Abgeordneter Talab al-Sana die Parlamentsfraktion im Dezember 2012 verließ. Bei den Wahlen zur 19. Knesset Anfang 2013 kandidierte al-Sana wieder auf einer gemeinsamen Liste; allerdings gelang es ihm nicht, wieder in die Knesset einzuziehen, da er den fünften Listenplatz hatte, die Raʿam aber nur vier Sitze erhielt.

## Wahlergebnisse im Überblick
| Knesset     | Ergebnis in %                                                          | Anzahl der Sitze (Vor der nächsten Wahl)                               | Abgeordnete Bei- oder Austritte                                        | Anmerkungen                                                            |
| ----------- | ---------------------------------------------------------------------- | ---------------------------------------------------------------------- | ---------------------------------------------------------------------- | ---------------------------------------------------------------------- |
| 11. Knesset | –                                                                      | 1 (1)                                                                  | Abdul Wahab Darawshe                                                   | Darwashe verlässt am 15. Februar die HaMaʿarach und gründet die Mada   |
| 12. Knesset | 1,2                                                                    | 1 (1)                                                                  | Abdul Wahab Darawshe                                                   |                                                                        |
| 13. Knesset | 1,6                                                                    | 2 (2)                                                                  | Abdul Wahab Darawshe, Talab al-Sana                                    |                                                                        |
| 14. Knesset | Die Mada kandidiert mit der Ra-am auf der gemeinsamen Liste Mada-Raʿam | Die Mada kandidiert mit der Ra-am auf der gemeinsamen Liste Mada-Raʿam | Die Mada kandidiert mit der Ra-am auf der gemeinsamen Liste Mada-Raʿam | Die Mada kandidiert mit der Ra-am auf der gemeinsamen Liste Mada-Raʿam |
| 15. Knesset | Die Mada ist Teil der Vereinigten Arabischen Liste                     | Die Mada ist Teil der Vereinigten Arabischen Liste                     | Die Mada ist Teil der Vereinigten Arabischen Liste                     | Die Mada ist Teil der Vereinigten Arabischen Liste                     |
| 16. Knesset | Die Mada ist Teil der Vereinigten Arabischen Liste                     | Die Mada ist Teil der Vereinigten Arabischen Liste                     | Die Mada ist Teil der Vereinigten Arabischen Liste                     | Die Mada ist Teil der Vereinigten Arabischen Liste                     |
| 18. Knesset | –                                                                      | 0 (1)                                                                  | Talab al-Sana                                                          | Al-Sana verlässt im Dezember 2012 die Vereinigte Arabische Liste       |